# خودات
خودات (به لاتین: Xudat) شهری در شهرستان خاچماز کشور جمهوری آذربایجان است. جمعیت این شهر بر اساس سرشماری سال ۱۹۸۹ میلادی، ۱۰٫۸۹۴ نفر و بر اساس سرشماری سال ۲۰۰۸ میلادی، ۱۴٫۰۰۰ بوده‌است.
اهمیت‌یافتن خودات در سده هجدهم میلادی آغاز شد؛ هنگامی که این شهر به عنوان مرکز خانات قوبا برگزیده شد. در این هنگام حسین‌خان یکی از افراد بومی این منطقه که در ایران زندگی می‌کرد و به اسلام شیعه گرویده بود مورد لطف شاهان و مقامات قاجار قرار گرفت و حکمفرمایی خانات قوبا و خانات سالیان به او واگذار شد. حسین‌خان به زادگاه خود برگشت و پایتخت و مرکز حکومت خود را در خودات تأسیس کرد. این حکومت تا سال ۱۷۴۷ میلادی ادامه داشت، هنگامی که حاکم ایرانی این ناحیه کشته شد. پس از آن حسینعلی، بزرگ‌ترین نوه حسین‌خان تصمیم گرفت تا خانات قوبا را به کشوری مستقل تبدیل کند. او مرکز این خانات را از خودات به قوبا منتقل کرد چرا که از نظر شرایط محیطی و طبیعی از نظر دفاعی مناسب‌تر بود. این ناحیه کم‌کم اهمیت سیاسی و نظامی خود را در ناحیه قفقاز جنوبی از دست داد و به مکانی برای ایجاد تفریحگاه و استراحت‌گاه تبدیل شد. امروزه ناحیه نابران از نواحی مهم گردشگری در جمهوری آذربایجان است.